# Heavy Expanded Mobility Tactical Truck
Heavy Expanded Mobility Tactical Truck (HEMTT) – ośmiokołowy ciężki wojskowy samochód ciężarowy produkowany przez Oshkosh Corporation. Głównym użytkownikiem pojazdu jest armia Stanów Zjednoczonych, w której służbie HEMTT znajdują się od 1982 roku, zastępując ciężarówki M520 Goer. Zbudowanych zostało ponad 13 000 egzemplarzy pojazdu.
Podstawowym zadaniem wypełnianym przez pojazdy HEMTT jest zaopatrywanie pojazdów wojskowych i systemów uzbrojenia. Ciężarówki produkowane są w kilku odmianach, m.in. M977 i M985 (standardowa transportowa), M978 (cysterna), M983 (ciągnik siodłowy), M984 (wóz zabezpieczenia technicznego), M1120 LHS (transportowa, wyposażona w system do załadunku i rozładunku) i M1977 (transporter mostu pontonowego). Wszystkie wersje są przystosowane do transportu samolotami C-17 Globemaster III, C-130 Hercules oraz C-141 Starlifter. Na bazie HEMTT opracowane zostały 10-kołowe pojazdy Palletized Load System (PLS) oraz wykorzystywane przez US Marine Corps przegubowe pojazdy Logistics Vehicle System (LVS).